# Nesosmodicum gracile
Nesosmodicum gracile är en skalbaggsart som först beskrevs av Julius Melzer 1923.  Nesosmodicum gracile ingår i släktet Nesosmodicum och familjen långhorningar. Inga underarter finns listade i Catalogue of Life.